# El teixidor al teler
El teixidor al teler (en neerlandés: De wever) és una pintura realitzada per l'artista neerlandés Vincent van Gogh l'any 1884, duran
t la seua estada a Nuenen, als Països Baixos. L'obra representa un home treballant en un teler tradicional dins d'una habitació fosca. És una de les moltes escenes de treball rural que Van Gogh va pintar en el seu període inicial, inspirat pel món dels camperols i artesans.

## Descripció
La composició mostra un teixidor assegut darrere del teler, enmig d'un espai tancat, quasi claustrofòbic. El teler domina la imatge com una estructura de fusta pesada i simbòlica. El treballador apareix integrat en la màquina, cosa que reforça la idea de rutina, esforç i repetició. Els colors són apagats, majoritàriament marrons, grisos i negres, amb una llum molt limitada que entra per una finestra o una claror lateral.

## Context
Durant la seua estada a Nuenen (1883–1885), Van Gogh es va concentrar en retratar la vida rural i el treball manual. Admirava la simplicitat i duresa d'aquest estil de vida. Va pintar diversos teixidors locals que treballaven en telers manuals, un ofici que ja començava a desaparèixer per la industrialització.
En una carta al seu germà Theo (carta 445, gener de 1884), Van Gogh escrigué: > “Hi ha una mena de noblesa melancòlica en els teixidors, atrapats entre les seues màquines i el silenci.”
Aquesta sèrie de teixidors es considera un preludi temàtic i estètic a obres com Els menjadors de creïlles (1885), amb la mateixa mirada compassiva cap al treball dur i la pobresa digna.

## Estil
El teixidor al teler és una obra pròpia de l'etapa **realista** de Van Gogh, abans del seu contacte amb els impressionistes a París. El tractament del color és sobri, i l'atmosfera, tenebrosa. Els contorns són marcats i les figures tenen un volum pesat.
L'estil mostra influències de pintors holandesos del segle XVII, com Rembrandt o Millet, i una clara preocupació per la condició humana. És un estil molt diferent del Van Gogh colorista i vibrant dels anys posteriors.

## Simbolisme i interpretació
El teler es pot veure com una metàfora de la vida repetitiva, del treball absorbent i poc valorat. El fet que el teixidor estiga "enjaulat" dins la seua pròpia eina pot simbolitzar la fusió de l'ésser humà amb el seu treball —una pèrdua de llibertat però també un testimoni de perseverança.
Aquest tipus de lectura s'ha comparat amb l'existencialisme, i en certs aspectes, anticipa la sensibilitat moderna sobre l'alienació laboral.

## Versions i conservació
Van Gogh va realitzar **diverses versions** del tema del teixidor. Algunes tenen enfocaments més detallats, altres són més esquemàtiques. Els principals exemplars es conserven:
- Al **Kröller-Müller Museum** d'Otterlo
- Al **Museu Van Gogh** d'Amsterdam

Cada versió té mides diferents (per exemple, 78 × 65 cm o 55 × 39 cm) i varia lleugerament en composició i color.

## Recepció i influència
Encara que aquestes obres no van rebre reconeixement en vida de l'artista, avui dia s'estudien com a part fonamental de la seua evolució. Mostren el seu compromís amb l'art social i la influència de la pintura rural holandesa del seu temps.
Els historiadors de l'art consideren aquestes obres com a fonamentals per entendre el pas de Van Gogh del realisme cap a l'expressivitat.